# Görcsöny
Görcsöny es un pueblo ubicado en el distrito de Pécs, en el condado de Baranya, Hungría.

## Superficie
Posee una superficie de 18,52 kilómetros cuadrados.

## Demografía
Hasta 2019 la población era de 1485 habitantes, con una densidad de población de 80,18 habitantes por kilómetro cuadrado.